# XVe siècle av. J.-C.
IIIe millénaire av. J.-C. | 
IIe millénaire av. J.-C. | 
Ier millénaire av. J.-C.
../.. | 
XVIIe siècle av. J.-C. | 
XVIe siècle av. J.-C. | 
XVe siècle av. J.-C. | 
XIVe siècle av. J.-C.| 
XIIIe siècle av. J.-C.| 
../..
Années 1490 av. J.-C. | Années 1480 av. J.-C. | Années 1470 av. J.-C. | Années 1460 av. J.-C. | Années 1450 av. J.-C. 
 Années 1440 av. J.-C. | Années 1430 av. J.-C. | Années 1420 av. J.-C. | Années 1410 av. J.-C. | Années 1400 av. J.-C.
Voir aussi : Liste des siècles, Numération romaine

## Événements

### Afrique

Le Nouvel Empire égyptien vers 1450 av. J.-C.

- 1540-1070 av. J.-C. : Nouvel Empire[1]. XVIIIe dynastie souvent considérée comme l’apogée de la civilisation égyptienne antique.
- 1500-1100 av. J.-C. : culture du Kerma final en Haute Nubie[2]. Domination égyptienne.
- Vers 1450 av. J.-C. : la métallurgie du fer est attestée dans la région des Grands Lacs (sites de Muguba et Rwiyange au Burundi)[3].
- Vers 1500 av. J.-C. : La culture Nok apparaît dans le centre du Nigeria vers 1500 avant l’ère commune et disparaît dans des circonstances inconnues au tournant de notre ère[4].

### Amérique
- 1500-1100 av. J.-C. : une colonie olmèque s’établit sur les hauteurs de Chalcatzingo au Mexique pendant la période préclassique (phase Amate)[5].
- 1500-1350 av. J.-C. : village agricole à San Lorenzo au Mexique (phase Ojochí)[6].
- Vers 1500 av. J.-C. : travail du métal à Waywaka, dans la province d’Andahuaylas, au Pérou, où un atelier d’orfèvre et des feuilles d’or ont été découverts[7].

### Asie et Pacifique
- 1500-1000 av. J.-C. : période Jōmon récent au Japon[8].
- Vers 1500 av. J.-C. :
  - premières migrations d'Austronésiens des Philippines vers la Nouvelle-Guinée et l’archipel Bismarck[9]. Expansion du peuple des Lapita (ancêtres des Polynésiens) jusqu’en Mélanésie et en Polynésie occidentale : il a ses origines en Indonésie du Centre et de l’Est.
  - des urnes funéraires ont été découvertes au Sri Lanka. Il pourrait s'agir d'un témoignage indiquant la présence précoce du peuple tamoul[10].
- 1450-1400 av. J.-C. : développement du royaume d'Ougarit (Syrie) et de son écriture.
- 1450-1400 av. J.-C. : Troie entre de la sphère d'influence du Royaume hittite.
- 1450-1200 av. J.-C. : culture de la céramique noire et rouge dans la plaine du Gange moyen en Inde[11]. Selon la théorie de l’invasion aryenne (où des migrations indo-aryennes), les peuples aryens venus du nord-ouest s’établissent dans le nord de l’Inde vers le XVe siècle av. J.-C. et se mêlent à la population ou repoussent les Dravidiens vers le Sud[12]. Ces migrants parlent une langue indo-européenne et sont appelés Aryens dans les textes indiens de la période védique. Ils introduisent le cheval et le bronze, utilisent des chars avec des roues à rayon.

### Europe
- 1500-1300 av. J.-C. : statues-menhir en Corse (sites de Cauria, Palaghju, Filitosa. Arrivée vers 1500-1200 av. J.-C. d'une nouvelle vague de migrants au Sud de l’île, qui édifient des monuments de pierre circulaires, les torre[13].
- Vers 1500-1400 av. J.-C. : Bronze récent II en Grèce[14]. Helladique Récent IIA (1500-1450 av. J.-C.) et IIB (1450-1400 av. J.-C.)[15].
- Vers 1500 av. J.-C. :
  - découverte dans un puits rituel à Gánovce en Slovaquie d’un manche de poignard de fer à rivets appartenant à la culture d’Otomani. Il atteste peut-être de contacts avec la civilisation hittite. Découverte à cette même époque d’objet d’ambre de la Baltique et de vestiges d’architecture de pierre à Spišský Štvrtok, qui témoignent peut-être de l’influence de la civilisation mycénienne[16].
  - les Germains sont localisés pour la première fois au Sud de la Scandinavie et en Allemagne du Nord, entre la Weser et l’Oder[17].

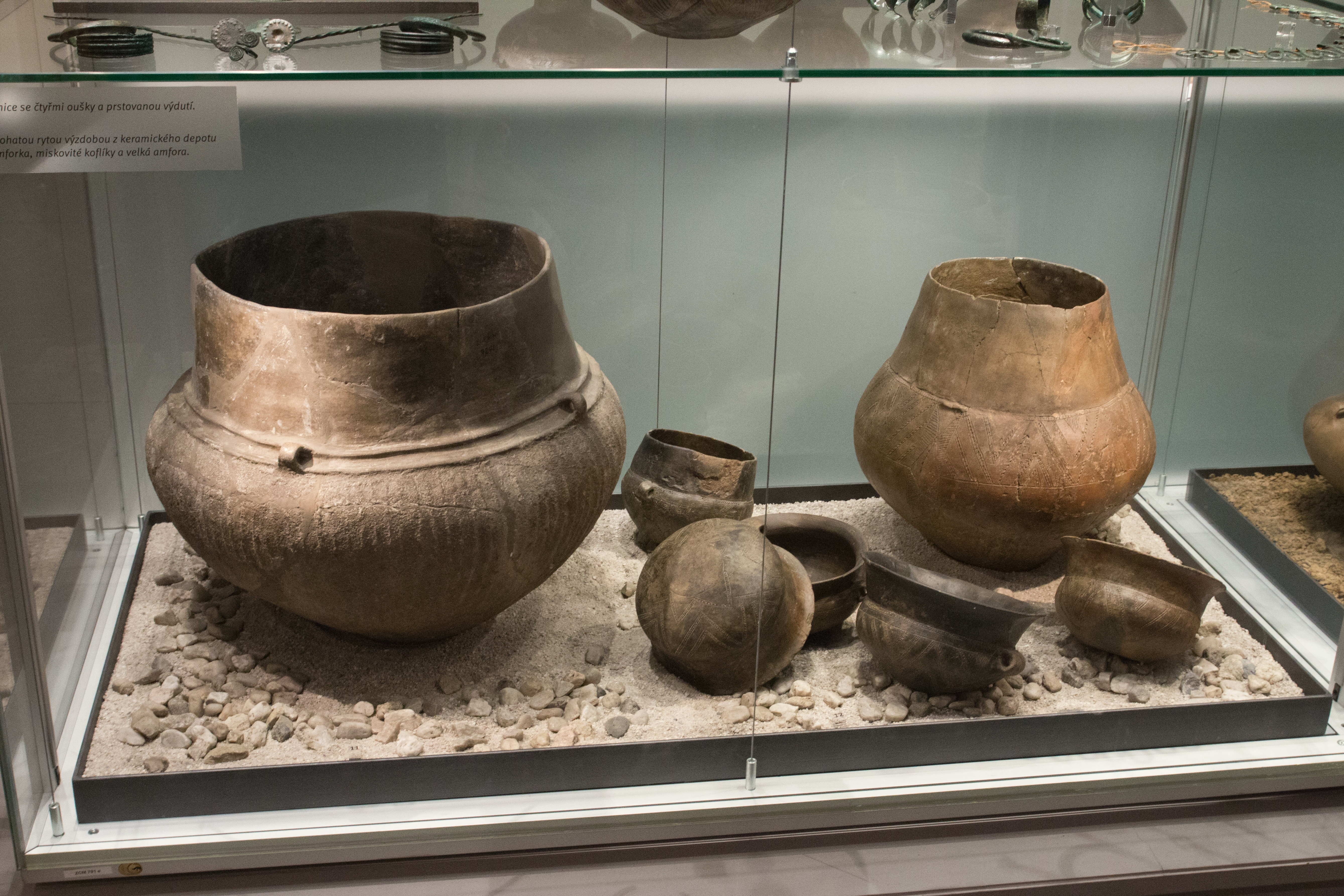
Poterie de la culture des tumulus. À gauche : jarre de stockage de Dobřany. À droite : céramiques provenant d'un dépôt à Lelov près de Stod. Musée de Bohême occidentale à Plzeň.

- Vers 1450-1250 av. J.-C. : la culture des tumulus, caractérisée par la pratique de l'inhumation du corps des défunts se développe en Europe centrale à la période du bronze moyen[18]. Elle s’étend des Alpes à la mer Baltique et de l’Alsace aux Balkans[19]. La civilisation des tumulus est composée de nombreuses cultures régionales où chaque groupe a des armes, des poteries ou des parures particulières à l’intérieur d’un même schéma de civilisation : groupes du Danube moyen et des Carpates, culture prélusacienne, groupes des Tumulus d'Europe centre-occidentale (groupes lunebourgeois, de Fulda-Werra, du Rhin-Main, du Haut-Palatinat, sud-bavarois, du Jura Souabe, de Hagueneau)[20]. Essor de la céramique à décors excisés. L’art religieux reste abstrait (style géométrique), le symbole remplace l’image du dieu. Roue et rouelle évoquent le Soleil.
- Vers 1450 av. J.-C. : destruction des seconds palais en Crète ; seul celui de Cnossos est épargné pour être détruit définitivement vers 1370 av. J.-C. Un tremblement de terre, l’arrivée brutale des Mycéniens, événements liés à des conditions climatiques défavorables, pourraient être à l’origine du déclin de la civilisation minoenne[21].

## Personnages significatifs
- Hatchepsout
- Thoutmôsis III
- Tudhaliya Ier

## Inventions, découvertes, introductions
- Vers 1500 av. J.-C. :

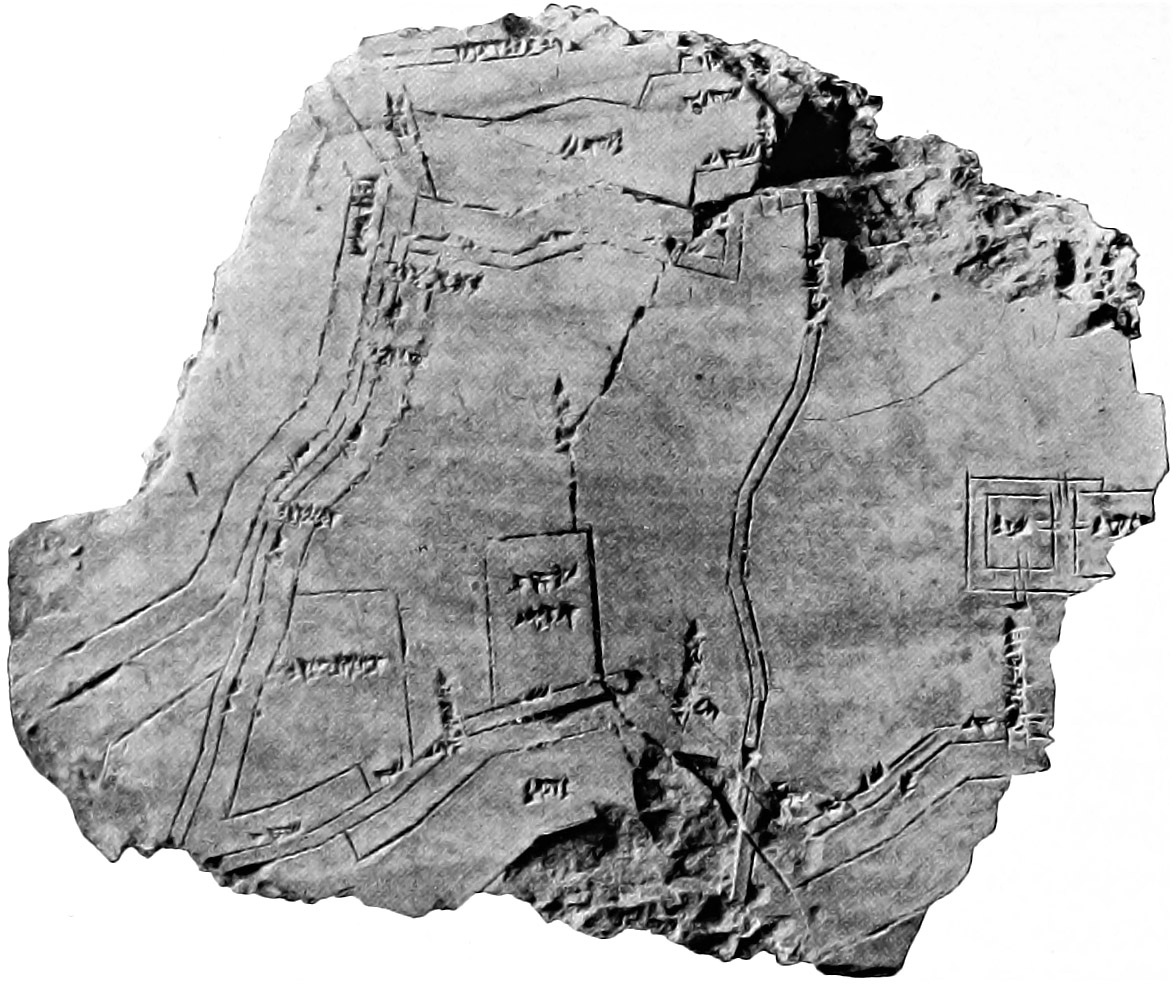
Plan de la ville de Nippur.

  - les Chalybes, peuple d’Arménie sujet des Hittites, découvrent le procédé de cémentation superficielle qui permet la fabrication d'acier cémenté ; le secret de la métallurgie du fer est jalousement conservé par les Hittites de entre 1400 et 1200 av. J.-C.[22].
  - armures de bronze utilisées au Proche-Orient[23].
  - travail du métal à Waywaka, dans la province d'Andahuaylas, au Pérou, où un atelier d'orfèvre et des feuilles d'or ont été découverts[7].
  - début de la culture inondée du riz en Corée[24].
  - utilisation de l’araire attelée et du chadouf, instrument à balancier pour l’irrigation, en Égypte[25].
  - plan de la ville de Nippur, sur tablette d’argile[26].
- Vers 1450-1200 av. J.-C. : écriture « linéaire B » en Crète[27].
- Amplification du système des rétributions contre service par des concessions de terres vers le milieu du IIe millénaire. En Mésopotamie, en Syrie et dans le monde hittite, il y a trois catégories de terres : celles qui appartiennent au roi et sont administrées directement par les palais, les propriétés privées et les tenures, exploitations concédées par le roi à un particulier contre un service (ilku en Mésopotamie, salhan dans l’empire hittite). Ce service peut être de n’importe quelle nature et pas nécessairement militaire (quatre jours de travail sur huit chez les Hittites ou redevances en nature ailleurs)[28].